# Ralph Waldo Emerson Gilbert

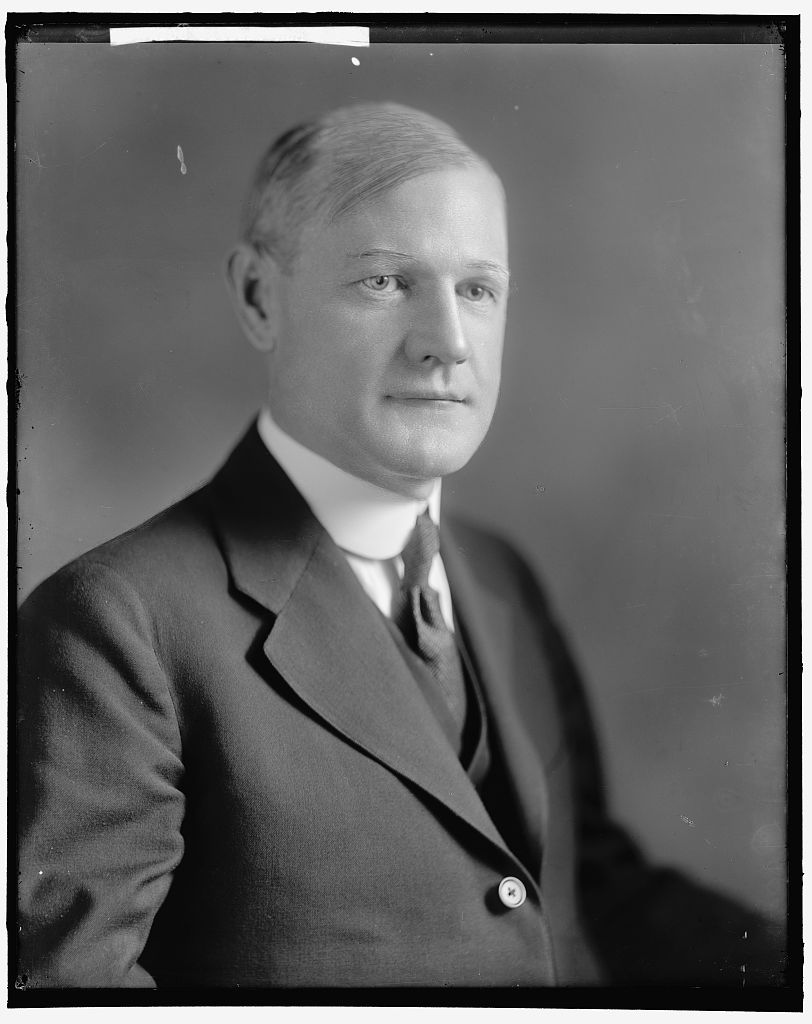
Ralph Waldo Emerson Gilbert

Ralph Waldo Emerson Gilbert (* 17. Januar 1882 in Taylorsville, Kentucky; † 30. Juli 1939 in Louisville, Kentucky) war ein US-amerikanischer Politiker. Zwischen 1921 und 1933 vertrat er zweimal den Bundesstaat Kentucky im US-Repräsentantenhaus.

## Werdegang
Ralph Gilbert war der Sohn von George G. Gilbert (1849–1909), der zwischen 1899 und 1907 den Staat Kentucky im Kongress vertrat. Der jüngere Gilbert besuchte die öffentlichen Schulen seiner Heimat und studierte danach an der University of Virginia in Charlottesville. Nach einem anschließenden Jurastudium an der University of Louisville und seiner 1901 erfolgten Zulassung als Rechtsanwalt begann er in Shelbyville in diesem Beruf zu arbeiten. Zwischen 1910 und 1917 fungierte er als Bezirksrichter im Shelby County.
Politisch war Gilbert Mitglied der Demokratischen Partei. Bei den Kongresswahlen des Jahres 1920 wurde er im achten Wahlbezirk von Kentucky in das US-Repräsentantenhaus in Washington, D.C. gewählt, wo er am 4. März 1921 die Nachfolge des Republikaners King Swope antrat. Nach drei Wiederwahlen konnte er bis zum 3. März 1929 vier zusammenhängende Legislaturperioden im Kongress absolvieren. Bei den Wahlen des Jahres 1928 unterlag er dem Republikaner Lewis L. Walker. Stattdessen wurde er 1929 in das Repräsentantenhaus von Kentucky gewählt.
Bei den Wahlen des Jahres 1930 konnte Gilbert seinen früheren Sitz im US-Repräsentantenhaus zurückgewinnen. Damit konnte er dort zwischen dem 4. März 1931 und dem 3. März 1933 eine weitere Legislaturperiode verbringen. Im Jahr 1932 verzichtete er auf eine weitere Kandidatur. Anschließend arbeitete er wieder als Anwalt. In seinem Heimatstaat Kentucky blieb Gilbert weiterhin politisch aktiv. Im Jahr 1933 war er nochmals Abgeordneter im Repräsentantenhaus von Kentucky. Ab 1936 bis zu seinem Tod am 30. Juli 1939 saß er im Staatssenat. Er wurde in Shelbyville beigesetzt.